# 赫斯本德陨石坑
赫斯本德陨石坑（Husband）是月球背面位于巨大的阿波罗环形山坑内东南部的一座撞击坑，其名称取自在哥伦比亚号航天飞机失事中罹难的美国宇航员里克·道格拉斯·赫斯本德（1957年-2003年），2006年被国际天文学联合会批准接受。

## 描述

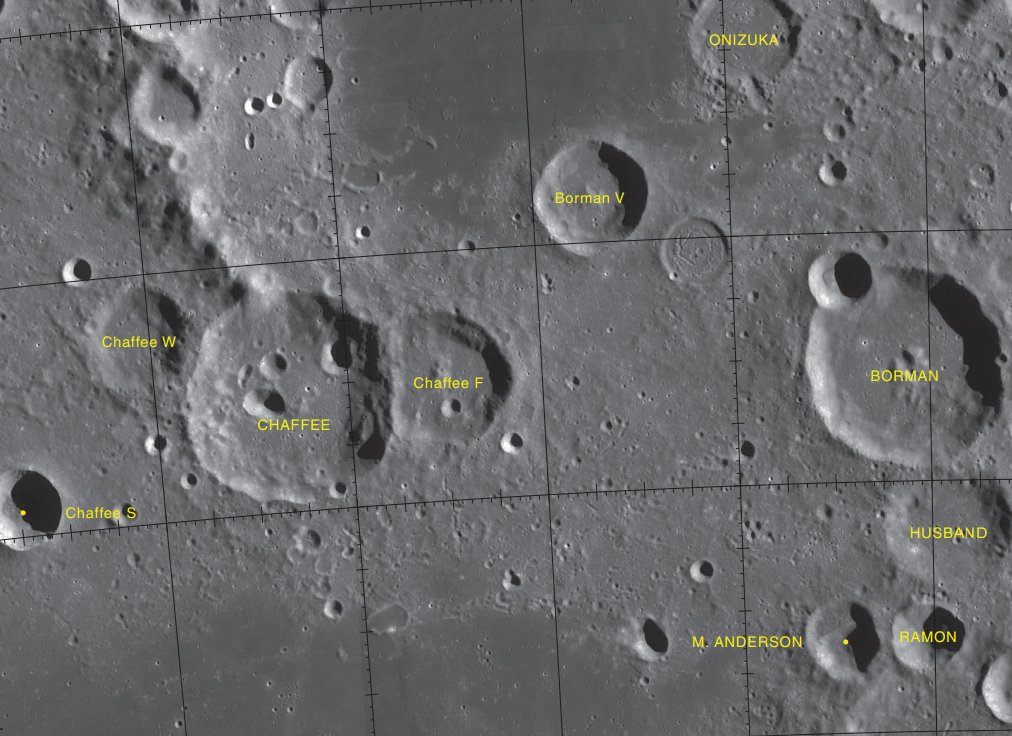
月球勘测轨道飞行器拍摄的图像

该陨坑北面与博尔曼环形山相接壤，南面靠近拉蒙陨石坑，麦库尔陨石坑位于它的东南、西南则毗邻迈·安德森陨石坑。
该陨坑中心月面坐标为40°19′S 147°50′W / 40.32°S 147.84°W，直径31.26公里，深度约2.04公里。
赫斯本德陨石坑外观轮廓接近圆状，坑壁已严重磨损和侵蚀，其东南侧几乎与相邻地形齐平，沿磨损的内壁上嵌入了一些小撞击坑。陨坑坑壁最大高出周边地形930米，内部容积约676公里3。坑内地表相对平坦，除坑底中部分布有一簇小陨坑外，没有其它较醒目的地貌结构。

在2006年前，该陨坑曾被指名为卫星坑“博尔曼 L”（使用“卫星坑标记法”：以所靠近的主坑名+字母来命名）。

## 另请查看
- 月球陨石坑
- 行星体系命名法
- 月面学
- 月岩
- 后期重轰炸期